# 滨鼠科
滨鼠科（学名：Bathyergidae）是啮齿目下的一科，分布于撒哈拉沙漠以南的非洲各地。非常适应地下生活，门齿大而突出在嘴唇之前，可作为挖洞的辅助工具，身体圆柱形，四肢和为均短，视力退化，没有外耳。本科中的裸鼢鼠（Heterocephalus glaber）和达马拉兰鼹鼠（Fukomys damarensis）是仅有的两种具有真社会性的高等动物。
- 滨鼠属（Bathyergus）
- 隐鼠属（Cryptomys）
- Fukomys
- 岬鼠属（Georychus）
- 霜鼠属（Heliophobius）
- 裸鼢鼠属（Heterocephalus）